# Maybeshewill
Maybeshewill ist eine instrumentale Post-Rock-Band aus Leicester (UK). Ihre Stücke beinhalten teilweise kleine Ausschnitte aus Film und Popkultur.

## Bandgeschichte
Gegründet wurde Maybeshewill 2005 von den Gitarristen Robin Southby und John Helps während ihrer Studienzeit. Auf dem eigenen Label Robot Needs Home veröffentlichten sie im Jahr 2006 ihre erste EP Japanese Spy Transcript.
Ihren geplanten letzten Live-Auftritt hatte die Band am 15. April 2016 im Koko in London.
Zwei Jahre später wurden sie von Robert Smith zu einer weiteren Show im Rahmen des Meltdown Festivals eingeladen. Das Konzert fand am 24. Juni 2018 in der Queen Elizabeth Hall statt.
Am 29. Januar 2020 gaben Maybeshewill ihre Rückkehr auf die Bühne sowie die Arbeit an neuen Songs bekannt. Der ursprünglich geplante erste Auftritt nach der Reunion auf dem ATG Festival im August 2020 sowie der darauffolgende Auftritt im Dezember 2020 in London mussten aufgrund der COVID-19-Pandemie abgesagt werden. Das erste Konzert der Band fand dann am 11. März 2022 in Köln statt.

## Stil
Maybeshewill verwenden in ihren Stücken häufig Samples aus Film- und Popkultur. So enthält beispielsweise das Stück Not For Want Of Trying einen Ausschnitt aus dem Film Network.
Hier eine Auflistung dieser Referenzen:
- Not For Want Of Trying: Network (Film)
- Co-Conspirators: The Verdict – Die Wahrheit und nichts als die Wahrheit (Film)
- In Another Life, When We Are Cats: Die Regeln des Spiels (Film)
- Our History Will Be What We Make Of It: Good Night, and Good Luck. & Young Winston (Film)
- This Time Last Year: i ♥ huckabees (Film)
- Sing The Word Hope In Four-Part Harmony (gelesener Artikel)

## Diskografie

### Alben
- 2008: Not For Want of Trying
- 2009: Sing The Word Hope In Four-Part Harmony
- 2011: I Was Here For A Moment, Then I Was Gone
- 2014: Fair Youth
- 2021: No Feeling is Final

### EPs und Demos
- 2005: The Start Of Something... (Demo)
- 2006: Japanese Spy Transcript (EP)
- 2006: Ann Arbor / Maybeshewill Split (7" Single)
- 2007: Seraphim & Cherubim / Heartflusters (CD-R Single)